# Atelopus andinus
Atelopus andinus és una espècie d'amfibi pertanyent a la família dels bufònids.

## Reproducció
Hom creu que té lloc als rierols.

## Hàbitat i distribució geogràfica
És un endemisme del Perú: ocupa l'estatge submontà del bosc tropical (entre 1.000 i 2.000 m d'altitud) a la vall del riu Biabo (el vessant nord de la serralada Azul al departament de San Martín), al riu Pisqui (el departament de Loreto) i al riu Cachiyacu a la frontera entre els departaments de San Martín i Loreto).

## Principals Amenaces
No hi ha informes sobre que la quitridiomicosi l'estigui afectant, però se suposa que és igual de susceptible a aquesta malaltia infecciosa relacionada amb el declivi dràstic de les poblacions d'amfibis del nord del Perú. Tot i així, hom creu que és possible que les poblacions situades a altituds més baixes podrien ésser capaces de sobreviure a la susdita malaltia. D'altra banda, és una espècie susceptible a les modificacions del seu hàbitat.